# Mariano Payeras
Mariano Payeras, (en catalan : Marià Paieres i Borràs), né à Inca le 10 octobre 1769 et mort à Lompoc, Californie, le 28 avril 1823, est un missionnaire espagnol franciscain du XIXe siècle envoyé en Nouvelle-Espagne.

## Biographie
Après son entrée chez les franciscains en 1784 il est destiné aux missions américaines. Il arrive en Nouvelle-Espagne en 1793 et rejoint le Collège San Fernando de Mexico pour se préparer à la mission d'évangélisation auprès des populations autochtones. Par la suite il est successivement envoyé dans différentes missions, la Mission San Carlos Borromeo de Carmelo (1796–1798), celle de Nuestra Señora de la Soledad (en) (1798–1803), celle de San Diego de Alcalá (1803–1804) ainsi que celle de La Purísima Concepción (en) (1804–1823).
Lorsque José Francisco de Paula Señan remet sa charge de responsable des missions de Californie en 1815, il est élu pour lui succéder et occupera le poste de juillet 1815 à avril 1820. Au cours de son mandat, il décide de la fondation de la Mission San Antonio de Pala en 1816, de la Mission San Rafael Arcángel en 1817, de la Mission Santa Ysabel Asistencia en 1818 et de la Mission San Bernardino Asistencia, fondée en 1819. En 1819, il est choisi comme commissaire des missions. Cette qualité lui permet de visiter et d'inspecter les vingt missions existant alors de San Diego à San Rafael, une distance de plus de six cents milles.
Alors qu'il est responsable de la Mission La Purísima Concepción, il compose un catéchisme dans la langue des Indiens, qui fut utilisé mais jamais publié.